# Unbreakable (Janet Jackson)
Unbreakable è l'undicesimo album in studio della cantante statunitense Janet Jackson, uscito il 2 ottobre 2015 sotto l'etichetta indipendente Rhythm Nation Records e distribuito dalla BMG.
L'album ha debuttato al numero 1 della Billboard 200, diventando il settimo album della Jackson a raggiungere la vetta della classifica di Billboard. Questo l'ha resa la terza artista nella storia della classifica per numero di album piazzatisi al primo posto e la seconda ad aver avuto almeno un album al numero 1 in ciascuno dei precedenti quattro decenni ('80, '90, 2000 e 2010).
Il singolo di debutto, No Sleeep, è diventato la sua quarantesima entrata nella classifica statunitense dei singoli Billboard Hot 100, raggiungendo il numero 63, così come il suo maggior successo nella classifica Adult R&B Songs dove restò in cima alla classifica per dodici settimane non consecutive.
Unbreakable segnò il ritorno sulle scene della cantante dopo sette anni dal precedente album, Discipline (2008), e un ritorno anche alla collaborazione con i suoi storici produttori Jimmy Jam & Terry Lewis, dopo dieci anni. Fu anche il primo lavoro per la sua nuova etichetta discografica, la Rhythm Nation Records fondata da lei stessa e il cui nome si rifà al suo omonimo album del 1989. Il disco è distribuito dalla BMG negli Stati Uniti e dalla Warner Music in altri mercati, inclusa l'Italia.
L'album venne lodato dalla critica musicale internazionale, che vi si riferì spesso come al suo "miglior album in anni".

## Descrizione

### Antefatti
Dopo aver pubblicato il suo decimo album in studio, Discipline, nel 2008, che non ottenne però il successo sperato, la Jackson abbandonò la sua nuova casa discografica, la Island Records, dopo aver realizzato un solo album sotto questa etichetta, lamentando problemi produttivi e di promozione. Il 25 giugno 2009, subì la morte inaspettata di suo fratello Michael, stroncato da un infarto dovuto ad un'intossicazione acuta da Propofol; in seguito la cantante eseguì un tributo speciale in suo onore agli MTV Video Music Awards del 2009 dove si esibì nella canzone Scream. Successivamente la cantante concluse la sua relazione di otto anni con il produttore discografico Jermaine Dupri, principalmente a causa della distanza tra i due (Dupri viveva ad Atlanta mentre la Jackson a Malibù).
In joint venture con la EMI, la Universal Music successivamente pubblicò la seconda compilation di successi della cantante, Number Ones (2009) sotto la A&M Records che, in seguito, fece uscire un'ulteriore terza compilation, Icon: Number Ones (2010). In seguito si vociferò dell'uscita di un possibile nuovo album di inediti ma, sebbene l'artista avesse iniziato a registrare nuovo materiale con il produttore Rodney Jerkins e ad essere contattata da varie etichette discografiche, alla fine abbandonò il progetto. Dopo aver recitato nei lungometraggi Why Did I Get Married Too? e For Colored Girls, entrambi del 2010, intraprese il tour mondiale di concerti Number Ones, Up Close and Personal nel 2011. Nel 2012 si sposò per la terza volta, questa volta con l'uomo d'affari del Qatar, Wissam Al Mana. Fu in questo travagliato periodo che la cantante ritornò in studio per lavorare al nuovo album e, nel maggio 2015, a sette anni di distanza dall'ultimo album di inediti, annunciò che avrebbe pubblicato il suo undicesimo album in studio attraverso la sua etichetta discografica indipendente di recente formazione, come risultato di una partnership tra lei e la BMG.

### I contenuti
Per Unbreakable, la Jackson ha abbandonato le tematiche legate alla sessualità che avevano contraddistinto i suoi dischi precedenti ed è tornata a trattare temi sociali con canzoni più introspettive, come aveva fatto già in Rhythm Nation 1814 e in The Velvet Rope.
La cantante ha rinunciato agli abituali interludi, che erano diventati un suo tratto stilistico sin dall'album Rhythm Nation del 1989, strutturando l'album come un vecchio LP, con un lato A e un lato B. L'album è uno dei lavori più eclettici della carriera della Jackson; musicalmente l'artista è tornata ad affidarsi ai produttori Jam e Lewis, mescolando con successo sonorità pop, hip hop, rhythm and blues contemporaneo e classico, ballate, dance e country.

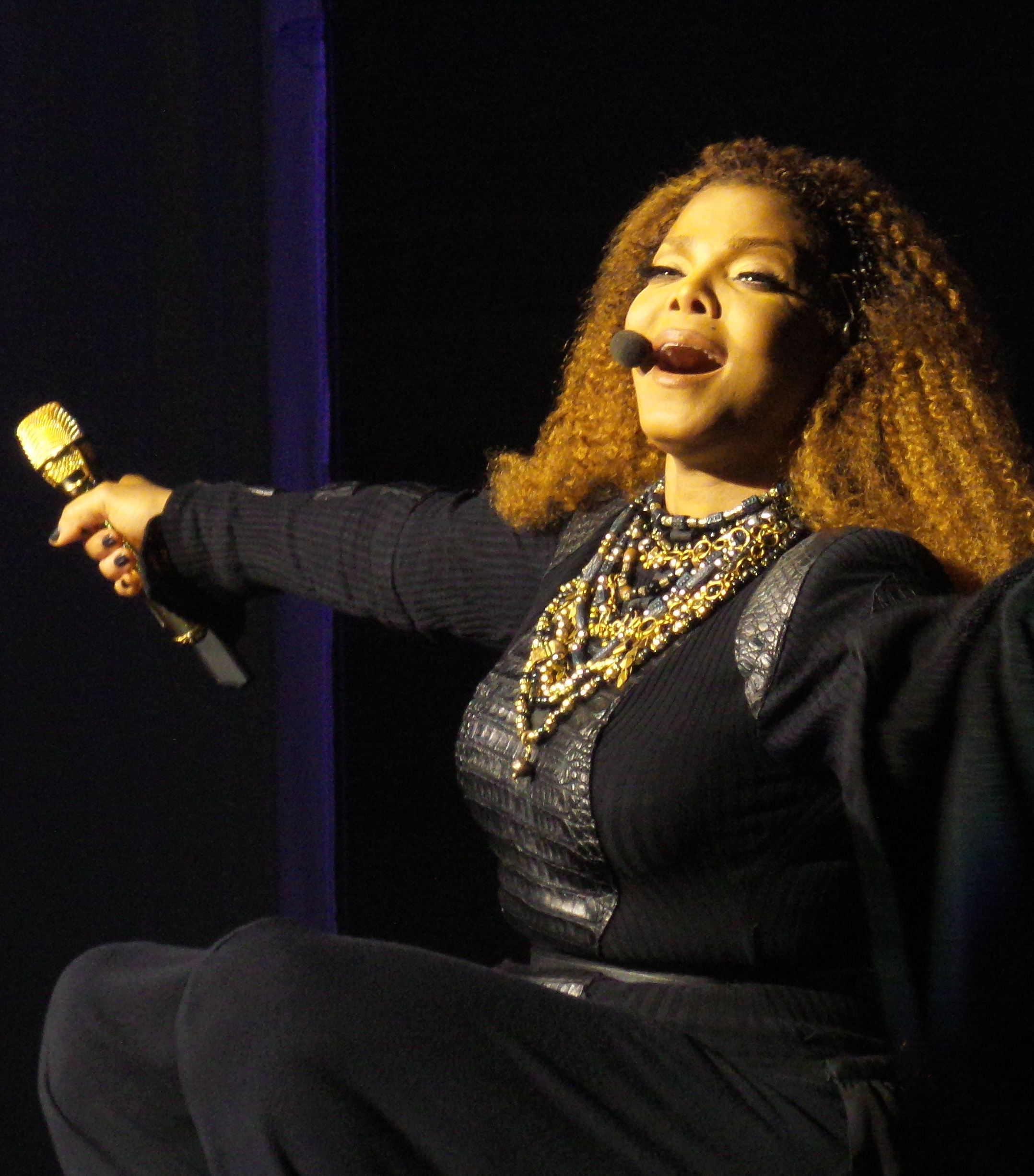
Janet Jackson in tour nel 2015 durante la promozione dell'album.

### I brani
L'album si apre con Unbreakable, un tributo d'amore ai fan e agli ammiratori, ai quali canta: «You made me feel wanted» («Mi avete fatta sentire desiderata»), «Our love is divine, and it's unbreakable» («Il nostro amore è divino, ed è indistruttibile»).
Burnitup! è un brano in stile dance elettronica, terza collaborazione con la rapper Missy Elliott dopo la versione video di Son of a Gun dell'album All for You (2001) e il brano The One dell'album Discipline (2008). 
Dammn Baby esplora il genere urban e contiene dei campionamenti da I Get Lonely dell'album The Velvet Rope (1997) della stessa Jackson.
In The Great Forever la cantante acquista tonalità di voce e sonorità simili a quelle del fratello Michael, con un testo in cui affronta la curiosità dei media e del pubblico verso la sua vita sentimentale, Slant Magazine la descrisse così: «In The Great Forever [...] porta il testimone per suo fratello contro i "critici", ma in modo molto più astratto» concludendo riguardo alla somiglianza della voce e dei temi trattati dai due fratelli: «È una seduta spiritica, non una possessione». 
In Shoulda Known Better la popstar rimprovera se stessa per non aver avuto prima una consapevolezza su alcuni temi sociali e auspica una rivoluzione e vere soluzioni, sperando in un risveglio delle menti e in un mondo migliore. Un critico musicale l'ha definita una conversazione tra la superstar di Rhythm Nation a 23 anni e la sua versione più matura del 2015 riferendosi al passaggio: «I had this great epiphany/And Rhythm Nation was the dream» («Ho avuto questa grande epifania/E Rhythm Nation era il sogno»).
Trattandosi del primo album pubblicato dopo la morte di Michael Jackson (2009), la cantante dichiarò che nel disco avrebbe parlato anche del fratello scomparso. After You Fall è il primo pezzo lento dell'album, che si suppone essere dedicata proprio al fratello Michael. Qui l'artista si chiede: «Chi sarà lì quando cadrai?», accompagnata solo dalla musica di un pianoforte.
Nella canzone Broken Hearts Heal ("I cuori spezzati guariscono"), altra traccia dedicata al fratello, Janet canta:
(da Broken Hearts Heal)
Night è un pezzo ritmato, con un ritornello che ricorda lo stile della musica disco.
A concludere l'ipotetico lato A troviamo No Sleeep, un pezzo in puro stile rhythm and blues, cantato con il tipico stile sussurrato della Jackson, che fu scelto come primo singolo per le atmosfere che evoca, come confermò il produttore James Harris III in un articolo::
Dream Maker/Euphoria apre il virtuale lato B ed è un brano sperimentale e positivo in cui la cantante parla di un mondo ideale e utopico. La traccia contiene quello che sembrerebbe un campionamento della voce del fratello Michael da giovane in un pezzo non ben decifrato dell'era dei Jackson 5.
2 B Loved e Take Me Away sono due canzoni che trattano il tema dell'amore, la prima con uno stile pop che fa uso di sintetizzatori, la seconda caratterizzata da sonorità elettrorock.
Promise è un breve brano lento, l'unico interludio presente nel disco (in alcune versioni speciali compare in versione lunga con il titolo Promise of You ed ha ritmi simili al tango).
Lessons Learned è una canzone country che racconta la storia di una donna all'interno di un rapporto di coppia travagliato e fatto di abusi.
Black Eagle è invece una canzone dalle influenze soul, dedicata alle minoranze e contro gli stereotipi o, come canta, una canzone d'amore per le persone «che vengono ignorate».
Well Traveled adotta lo stile arena rock, con un accompagnamento che sembra suonato dal vivo con una batteria acustica, mentre a concludere l'album è il rock psichedelico anni Sessanta/Settanta di Gon B Alright, che ricorda l'era d'oro della Motown.

## Promozione

### Singoli e video
Solo No Sleeep fu ufficialmente pubblicato come singolo (in download digitale e vinile). Secondo alcune fonti anche Unbreakable, la title track, sarebbe stata pubblicata come singolo, ma non fu in ogni caso accompagnata né da un videoclip né da alcuna promozione. Stessa cosa accadde con Burnitup!. Di Dammn Baby fu invece realizzato un videoclip, come per il primo singolo.

Fotogramma del video No Sleeep

L'album fu anticipato dal singolo No Sleeep (pubblicizzato sui social anche come No Sl333p), che riscontrò un buon successo rimanendo per sette settimane alla posizione numero uno della classifica rhythm and blues adulto di Billboard, infrangendo il precedente record della stessa Janet, che era di cinque settimane alla numero uno con I Get Lonely, nel 1998. Entrò inoltre nella Billboard Hot 100 alla posizione 67 (quarantesima volta che la cantante vi accedeva), debuttò al 18º posto in quella rhythm and blues/hip hop e la versione dello stesso brano con J. Cole la fece rientrare in un secondo tempo alla posizione 63 della classifica generale.
Nel videoclip e nella versione album di No Sleeep compare il rapper J. Cole. Il video fu diretto dal regista Dave Meyers, che aveva già lavorato con la Jackson in All for You nel 2001, e in Just a Little While e I Want You nel 2004. Per la sua ambientazione e il suo stile e per il look dell'artista, il video ricorda vagamente quello di That's the Way Love Goes (1993).
Il 5 maggio 2016, dopo essere uscito sul web un lyric video della canzone, ovvero un audio senza immagini, equivalente di un CD singolo fisico, fu pubblicato anche il video relativo al singolo Dammn Baby.
Nel filmato, in bianco e nero, la cantante danza con le ballerine del suo Unbreakable World Tour in una elaborata coreografia. 
Anche questa clip fu diretta da Dave Mayers.

### Unbreakable World Tour

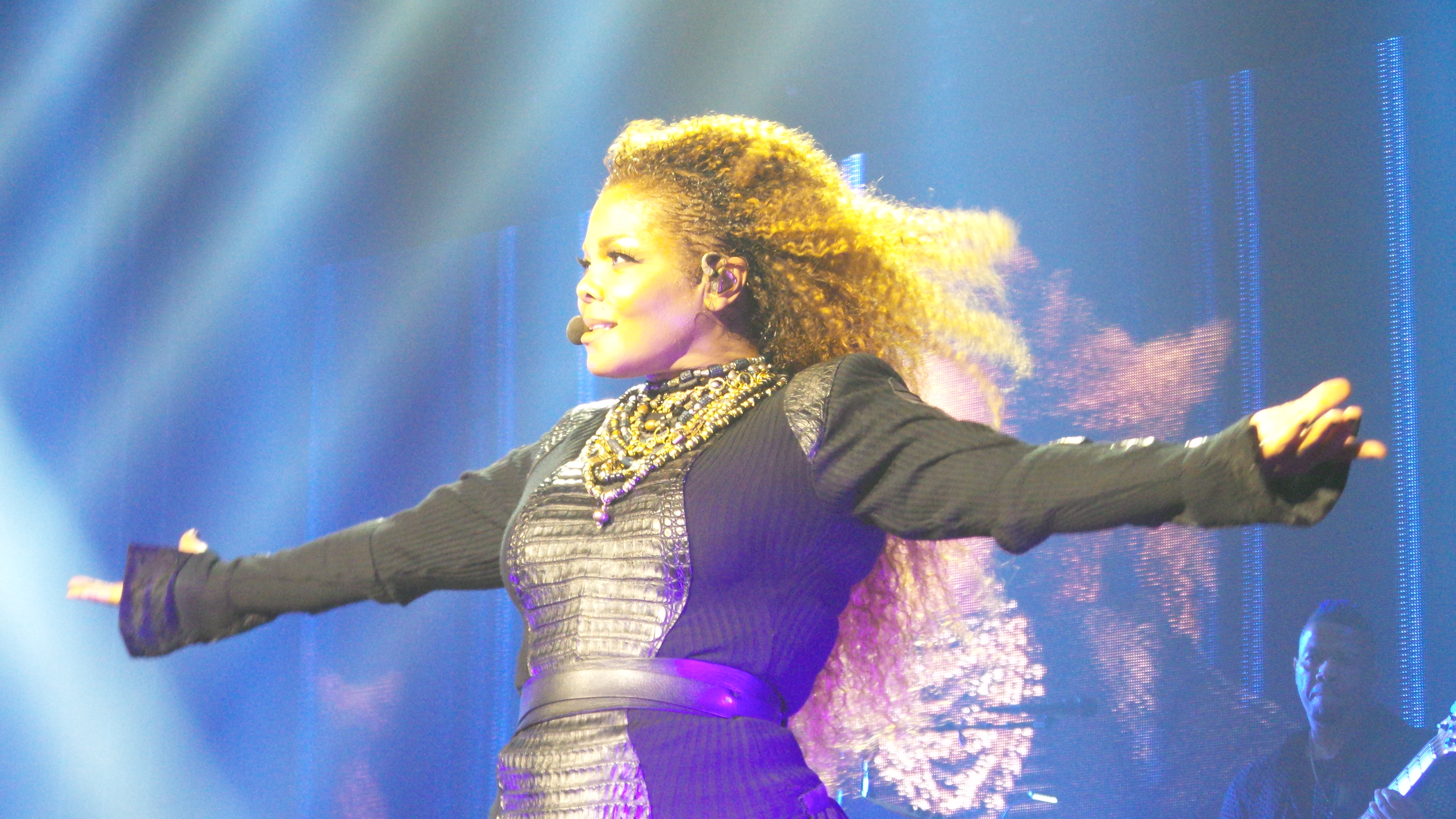
Janet Jackson durante lUnbreakable World Tour

Ad anticipare l'uscita dell'album fu lanciato un omonimo tour mondiale, con partenza il 31 agosto 2015 da Vancouver, Canada, prosecuzione in USA e Giappone e conclusione a Dubai, Emirati Arabi Uniti il 26 marzo 2016.
La scaletta prevedeva l'esecuzione di tutti i singoli del nuovo disco più tutti i brani che avevano reso la Jackson celebre nel corso degli anni.
Il tour subì diverse interruzioni per problemi di salute vari dell'artista e, infine, venne interrotto anticipatamente, con 39 tappe effettuate e oltre 70 annullate, a causa della gravidanza della Jackson, che diede alla luce il suo primo figlio, Eissa Al Mana, il 3 gennaio 2017.

## Accoglienza
| Recensione        | Giudizio |
| ----------------- | -------- |
| AllMusic          |          |
| Los Angeles Times |          |

Unbreakable ricevette critiche molto positive. Rolling Stone descrisse l'album come «rinfrescante e sensuale, una dichiarazione di intenti lungimirante da una delle figure più importanti del pop del XX secolo» inserendo poi l'album alla posizione numero 8 nella sua lista dei 20 migliori album R&B del 2015. Il critico Andy Kellman per AllMusic ha lodato gran parte delle canzoni dell'album concludendo che «nessuno tranne la Jackson può fare direttamente riferimento ai trionfi precedenti, rivolgersi al suo pubblico e, tuttavia, muoversi in avanti in questo modo». Slant Magazine scrisse: «Janet ha calcolatamente giocato la carta dell'umile gratitudine innumerevoli volte nella sua carriera, ma Unbreakable è una delle prime volte in cui ha dato una performance pienamente convincente». Il critico musicale della Associated Press Mesfin Fekadu, intitolò un suo articolo «Janet Jackson, non lasciarci mai più», lodando l'artista per la qualità del disco e, parafrasando la canzone That's the Way Love Goes (Questo è il modo in cui va l'amore), aggiunse: «L'album è un promemoria che ci ricorda che la Jackson è un'icona che non ha perso un colpo. Questo è il modo in cui va la vera musica».
The Wall Street Journal: «Janet Jackson dimostra il suo talento che rimane immutato. Le ballate rivelano la forza della sua voce, che non ha bisogno di essere lucidata in studio per trasmettere emozioni»; Entertainment Weekly: «Janet colpisce ancora; un solido equilibrio tra innovazione e affidabilità»; New York Times: «Queste produzioni sono rigogliose, chiare e ci sono alcuni richiami sornioni ai passati successi di Ms. Jackson». Elysa Gardner di USA Today dichiarò: «La giovane donna intenta a liberare se stessa e il mondo è ancora socialmente e spiritualmente consapevole, ma si è evoluta in una più stabile, riflessiva artista ... Con Unbreakable, Jackson, già una sopravvissuta ... non ci offre motivo di dubitare che la gente continuerà a guardarla, e ascoltarla».
Rolling Stone Italia titolò invece: «Il nuovo album di Janet Jackson esce oggi ed è una bomba» e aggiunse: «Unbreakable non solo si presenta solido e abbondante ... ma persino attuale. Tanto da fare pensare che Janet si stia riprendendo un po' di quello che le era stato portato via in tutti questi anni di assenza». Il Los Angeles Times scrisse che Janet e i produttori hanno creato «canzoni su larga scala ma meticolosamente dettagliate» concludendo che «Unbreakable mostra una qualità ancora più preziosa in una diva pop rispetto alla durevolezza che il suo titolo afferma». Il sito Vulture.com disse invece: «Janet Jackson abbraccia l'influenza di Michael in Unbreakable, il suo miglior album in 15 anni».

## Tracce
1. Unbreakable – 3:38 (Janet Jackson, James Harris III, Terry Lewis, Thomas Lumpkins)
2. Burnitup! (feat. Missy Elliott) – 4:09 (Janet Jackson, James Harris III, Terry Lewis, Dwayne Abernathy, Melissa Elliott)
3. Dammn Baby – 3:55 (Janet Jackson, James Harris III, Terry Lewis, Dwayne Abernathy)
4. The Great Forever – 4:18 (Janet Jackson, James Harris III, Terry Lewis)
5. Shoulda Known Better – 4:45 (Janet Jackson, James Harris III, Terry Lewis)
6. After You Fall – 4:48 (Janet Jackson, James Harris III, Terry Lewis)
7. Broken Hearts Heal – 3:42 (Janet Jackson, James Harris III, Terry Lewis)
8. Night – 4:14 (Janet Jackson, James Harris III, Terry Lewis, Thomas Lumpkins, Michaela Renee Shiloh)
9. No Sleeep (feat. J. Cole) – 4:20 (Janet Jackson, James Harris III, Terry Lewis, Jermanie Cole)
10. Dream Maker/Euphoria – 2:46 (Janet Jackson, James Harris III, Terry Lewis, Thomas Lumpkins)
11. 2 B Loved – 2:55 (Janet Jackson, James Harris III, Terry Lewis, Thomas Lumpkins, Dwayne Abernathy)
12. Take Me Away – 4:18 (Janet Jackson, James Harris III, Terry Lewis)
13. Promise (Interlude) – 0:57 (Janet Jackson, James Harris III, Terry Lewis)
14. Lessons Learned – 4:23 (Janet Jackson, James Harris III, Terry Lewis)
15. Black Eagle – 3:17 (Janet Jackson, James Harris III, Terry Lewis)
16. Well Traveled – 4:18 (Janet Jackson, James Harris III, Terry Lewis)
17. Gon B Alright – 3:54 (Janet Jackson, James Harris III, Terry Lewis, Thomas Lumpkins)

### Edizioni speciali
Nelle edizioni Limited Target Exclusive, HMV Bonus, Japanese Edition Bonus tracks e nell'edizione australiana dell'album si trovano due canzoni inedite:
1. Promise of You – 4:30 (Janet Jackson, James Harris III, Terry Lewis)
2. Love U 4 Life – 2:42 (Janet Jackson, James Harris III, Terry Lewis, Thomas Lumpkins)

Nell'edizione iTunes Store Bonus tracks sono presenti la versione originale di No Sleeep (senza J. Cole) e un remix della stessa:
1. No Sleeep – 3:26 (Janet Jackson, James Harris III, Terry Lewis)
2. No Sleeep (AFSHeeN Remix featuring J. Cole) – 2:59 (Janet Jackson, James Harris III, Terry Lewis, Jermanie Cole)

Nell'edizione giapponese figura un ulteriore remix di No Sleeep:
1. No Sleeep (PKCZ Remix) (Janet Jackson, James Harris III, Terry Lewis)

## Successo commerciale
Nel suo giorno di uscita l'album debuttò alla posizione numero uno della classifica di iTunes in USA e in altri quattro paesi. In Italia alla 24ª.
Nella prima settimana raggiunse la prima posizione nella classifica di Billboard, settimo album di Janet Jackson ad ottenere questo risultato, che la fece anche diventare la terza artista donna nella storia della musica per numero di album piazzatisi al primo posto dopo Barbra Streisand (dieci) e Madonna (nove), nonché l'unica artista donna, dopo la Streisand, ad aver avuto album alla numero uno nei quattro decenni degli anni Ottanta, Novanta, Duemila e Duemiladieci.
Debuttò alla prima posizione di altre cinque classifiche di Billboard: vendite album, album digitali, album indipendenti, album rhythm and blues e album canadesi. In Regno Unito raggiunse la numero 11 della Official Albums Chart, raggiungendo inoltre la numero 1 della Official R&B Chart e la numero 2 della Official Independent Chart. In Italia esordì al 26º posto della classifica Fimi. 
Nonostante qualche polemica sul relativo successo commerciale, il vice presidente della BMG, Jon Cohen, si disse soddisfatto del successo e dichiarò in un comunicato:
(Jon Cohen, vicepresidente esecutivo BMG)

## Classifiche
| Paese                          | Posizione raggiunta |
| ------------------------------ | ------------------- |
| Canada                         | 1                   |
| Italia                         | 26                  |
| Regno Unito                    | 11                  |
| Stati Uniti                    | 1                   |
| Stati Uniti R&B/Hip-Hop Albums | 1                   |